# おべんとばこ
おべんとばこ中川（おべんとばこなかがわ、1990年5月26日 - ）は、日本のお笑い芸人。マセキ芸能社所属。コンビ「オンリー2」のメンバー。かつてはオオハシと「おべんとばこ」を組んでいたが、オオハシの引退を機に解散。その後はコンビ名を芸名として引き継ぎ、一時期ピン芸人となる。

## 人物
体重65 kg。BWHはそれぞれ90・83・97。足の大きさ26 cm。
準中型自動車、普通自動二輪車、原動機付自転車の免許を所持している。
趣味はディズニー巡り、変な生き物、スターウォーズ。特技はイントロでディズニーの曲当て、ディズニーに詳しい、イクスピアリ案内ができる。
実家が『大改造!!劇的ビフォーアフター』に登場したことがある。

## 来歴
『笑う犬の生活』のコントが大好きだった中川は芸人の道を志し、両親にその旨を打ち明けてみると大学か専門学校には進学してほしいと言われたため、仮に芸人がダメでもつぶしが利くという保険もあってか専門学校の卒業資格が貰える東京アナウンス学院を選んだ。
卒業後に同じ事務所である奥村うどん（後のスタンダップコーギー）とコンビ「オンリー2」を結成するも2013年に解散、その頃にピン芸人でずっと仲の良かった同級生のオオハシを中川が誘ってコンビ「おべんとばこ」を結成した。約5年ほど活動の末、2018年12月25日に解散。先述の通りコンビ名を中川が引き継ぎ現在へ至る。2023年7月、当時スタンダップコーギーを解散したばかりの奥村うどんと10年ぶりにコンビ「オンリー2」を再結成。なお、再結成後は芸名を「おべんとばこ中川」と改め活動している。

## 芸風
ピン時代のネタは主にコントで、漫談をすることもある。
おべんとばこ時代はボケ担当で、ネタ作りも担っていた。元相方・オオハシはネタで用いる小道具を作っており曰く「美術担当」。

## 出演

### テレビ
- ぐるぐるナインティナイン『おもしろ荘SP』（日本テレビ）※おべんとばこ時代[5]
- 笑けずり シーズン2（NHK BSプレミアム）※おべんとばこ時代、オダウエダ・マスオチョップと共に最終決戦まで残る[6]。
- ニノさん（日本テレビ）※元相方・オオハシのみ[7]
- にちようチャップリン（テレビ東京）※おべんとばこ時代[8]
- 直撃LIVE グッディ!（フジテレビ）[9]

### ラジオ
- ストローハウス（Radiotalk）